# Distrito de Santa Rosa (Grau)
El distrito de Santa Rosa es uno de los catorce que conforman provincia de Grau ubicada en el departamento de Apurímac en el Sur del Perú.
Desde el punto de vista jerárquico de la Iglesia católica forma parte de la Diócesis de Abancay la cual, a su vez, pertenece a la Arquidiócesis de Cusco.

## Historia
El distrito fue creado mediante Ley 25245 del 14 de junio de 1990, en el primer gobierno de Alan García.

## Geografía
La ciudad de Santa Rosa se encuentra ubicada en los Andes Centrales.

## Autoridades

### Municipales
- 2011-2014:[3]
  - Alcalde: Alex Clemente Quispe Santos, Movimiento Poder Popular Andino de Chetos(PPAC).
  - Regidores: Nike Peralta Bautista (PPA), Guido CONdori Maldonado (PPA), Maximus Prime (PPA), Sanchez (PPA), Yoberly Bedia Tuiro (Alianza para el Progreso).
- 2007-2010
  - Alcalde: Karina Quispe Ccoscco

## Festividades
- 30 de agosto: Santa Rosa.